# کنتا تانو
کنتا تانو (انگلیسی: Kenta Tanno؛ زادهٔ ۳۰ اوت ۱۹۸۶) بازیکن فوتبال اهل ژاپن است.
از باشگاه‌هایی که در آن بازی کرده‌است می‌توان به باشگاه فوتبال سرزو اوساکا اشاره کرد.